# Esteban Tuero
Esteban Eduardo Tuero (Buenos Aires, 22 de abril de 1978) é um ex-automobilista argentino que correu na Fórmula 1 em 1998 pela Minardi. Sua melhor posição de chegada na categoria foi um 8º lugar em San Marino.
Ao estrear com 19 anos de idade, Tuero tornou-se o terceiro piloto mais jovem a correr na F-1 quando ele "desembarcou" na Minardi, tendo ao seu lado o experiente Shinji Nakano, e nele foi depositado um futuro brilhante no esporte, mas anunciou sua aposentadoria da F-1 no final da temporada após uma lesão séria no pescoço.

## O início
Esteban Tuero nasceu numa altura em que Nelson Piquet e Alain Prost estavam começando suas brilhantes carreiras. O Grande Prêmio da Argentina ocorria perto de sua casa, no Autódromo Oscar Alfredo Gálvez. Isto significava que a Fórmula 1 foi popular onde ele cresceu e, embora a corrida fosse retirada em 1981, o esporte foi um dos mais célebres do país.
Tuero nasceu em uma família que tinha um enorme interesse nas corridas O pai também era automobilista, e Esteban estava sendo preparado para o grande momento desde a mais tenra idade até iniciar a carreira, com a idade de sete anos. Ele pilotaria karts até 1992, subindo para as categorias de monopostos no ano seguinte.

## Carreira nas categorias menores
Tuero correu em categorias inferiores do automobilismo argentino até 1993, quando correu na equipe Crespi na Fórmula Renault local. Em 1994, ele passou a correr na Fórmula Kissling Honda com essa mesma equipe, tornando-se campeão. Toda a sua carreira, até aquele momento, era restrita à Argentina, apesar das pressões em corridas de categorias maiores, Com apenas 14 anos, ele teve o gosto de viajar pelo continente com algumas corridas na Fórmula 3 sul-americana dirigindo um Ralt / Opel INI.

## Mudança
Em 1995, o jovem Esteban mudou-se para a Europa. Ele ganhou o Campeonato Italiano de Fórmula 2000 correndo com um Dallara 392, e também competiu na Fórmula 3 local em um Dallara 395. Em 1996, ele ingressou na equipe Coloni Motorsport,  dirigindo um Alfa Romeo 396. Suas performances começaram a gerar interesse por parte de equipas de Fórmula 1, principalmente a Benetton. Mas a Minardi garantiu que o jovem argentino seria o test-driver da equipe, mesmo ele tendo apenas 18 anos.

## No caminho da F-1
A temporada de Fórmula 3 de 1996 foi um sucesso, e Tuero estava mostrando suas habilidades. Ele havia terminado em quarto lugar em sua primeira corrida, e ele ganhou pela primeira vez na segunda corrida, mas ele foi desqualificado, devido à utilização ilegal de combustível.
Tuero optou por não terminar a temporada na F-3, chegando à Fórmula 3000. Seu desempenho na F-3 italiana o deixou na 13ª colocação. Aos 16 anos e sem experiência na F-3000, o argentino corre pela equipe Draco, resultando em apenas um top-10 e a décima-sexta posição. Seu mau desempenho significava que ele foi sacado em 1997, mas, em vez de abandonar a Fórmula 3, ele foi para a F-Nippon. Ele marcou apenas um ponto e terminou novamente na décima-sexta posição (que terminou em 81 pontos abaixo do vencedor, o espanhol Pedro de la Rosa), mas Tuero alcançou a quilometragem exigida para torná-lo elegível para tirar a superlicença (documento que permite ao piloto correr na F-1). A Minardi, impressionada com o desempenho de Tuero nos testes, contratou o argentino para a temporada de 1998, juntamente com o piloto japonês Shinji Nakano, dispensado pela Prost.

## A polêmica da superlicença
Inicialmente, havia dúvidas se Tuero seria autorizado a competir em 1998. Embora a Minardi tinha oferecido um contrato válido, o jovem argentino não conseguiu cumprir todos os requisitos para adquirir a superlicença. Muitos estavam satisfeitos com esta situação, alegando correr riscos de segurança impostas por um jovem e inexperiente piloto como Esteban. O recém-aposentado Martin Brundle disse sobre o assunto: 
.

## Fracasso
Após o início da temporada, ele se tornava o terceiro piloto mais jovem a conduzir um F-1. Apenas o neozelandês Mike Thackwell e o mexicano Ricardo Rodríguez eram mais jovens que o argentino quando estrearam (ambos tinham a mesma idade de Tuero, e Thackwell foi o piloto mais jovem a participar de uma corrida de F-1 pelos "critérios de desempate" até 2015, quando Max Verstappen bateu o recorde). Na Austrália, ele larga à frente de cinco pilotos em Melbourne. A Minardi sempre ficava na parte de trás do grid com as [Tyrrells, e Tuero ficou uma vez no top-10 - na época, apenas os 6 primeiros pontuavam.
Apesar dos maus resultados, muitos olhavam para ele como uma grande perspectiva para o futuro, e ele nunca causou problemas, como Brundle e outros tinham predito. Sua última corrida na Fórmula 1 foi no Japão. Iniciando em 21º lugar, ele acelerou acidentalmente na volta 29, e não freou. Isto resultou em uma batida na parte de trás do indefeso Toranosuke Takagi. Ironicamente, apesar de estar na parte de trás do grid, em um Minardi não competitivo, Tuero desempenhou um papel importante.

## Aposentadoria prematura
Tuero tinha terminado muito mal a sua temporada de estreia na F-1. Com a Minardi reestruturada, ele queria correr com outro iniciante, o espanhol Marc Gené, em 1999, porém surpreendeu a todos no final de janeiro com o anúncio de sua precoce aposentadoria. Apesar de muitas especulações sobre o motivo por que ele deixou o esporte tão cedo, Tuero não quis comentar sobre o assunto. Alguns especularam que ele estava apenas com saudades de casa, pois, tendo iniciado sua carreira tão jovem, e nunca tendo recuperado em consequência das lesões sofridas em Suzuka. Outra teoria, apresentada pela revista francesa Auto-Hebdo, é que Tuero estava envergonhado por suas performances, criticadas pela mídia. [citação necessária] Outra teoria era que ele se aposentou do esporte em protesto contra a decisão de retirar o GP da Argentina do calendário da F1 a partir de 1999. Outros dizem que ele pode ter sido dificultado pelo patrocinador, que estava em dificuldades. Também foi sugerido que o sonho do pai de Tuero era ver seu filho correr na F-1, uma ambição que o próprio Esteban não compartilhou.

## Depois da Fórmula 1
Embora tivesse deixado a F-1, Tuero não se aposentou totalmente das corridas. Em 1999, ele ingressou na TC2000. Depois, começou a ter bons desempenhos, lutando por vitórias e pódiuns. Ele ganhou duas corridas ao volante de um Volkswagen Polo, que foi um dos três veículos oficiais da Volkswagen no grid. Depois disso, os veículos oficiais da VW interromperam o seu vínculo com a equipe, enquanto eles estavam desenvolvendo novos carros para a categoria. O novo carro, um Volkswagen Bora, estava longe de ser confiável. De fato, Tuero estava tendo um desnível considerável e, em seguida, ele deixou a TC 2000 devido a falhas mecânicas. Ele chegou a ser cotado para correr na CART em 2002, mas isso nunca aconteceu. Ele continuou correndo na TC2000 com várias equipes e algumas performances bem sucedidas.
Sua aposentadoria definitiva foi em 2016, após o encerramento da temporada da TC2000.

## Links
- Esteban Tuero - DriverDB